# Pungeleria capreolaria
Pungeleria capreolaria là một loài bướm đêm trong họ Geometridae.

## Hình ảnh

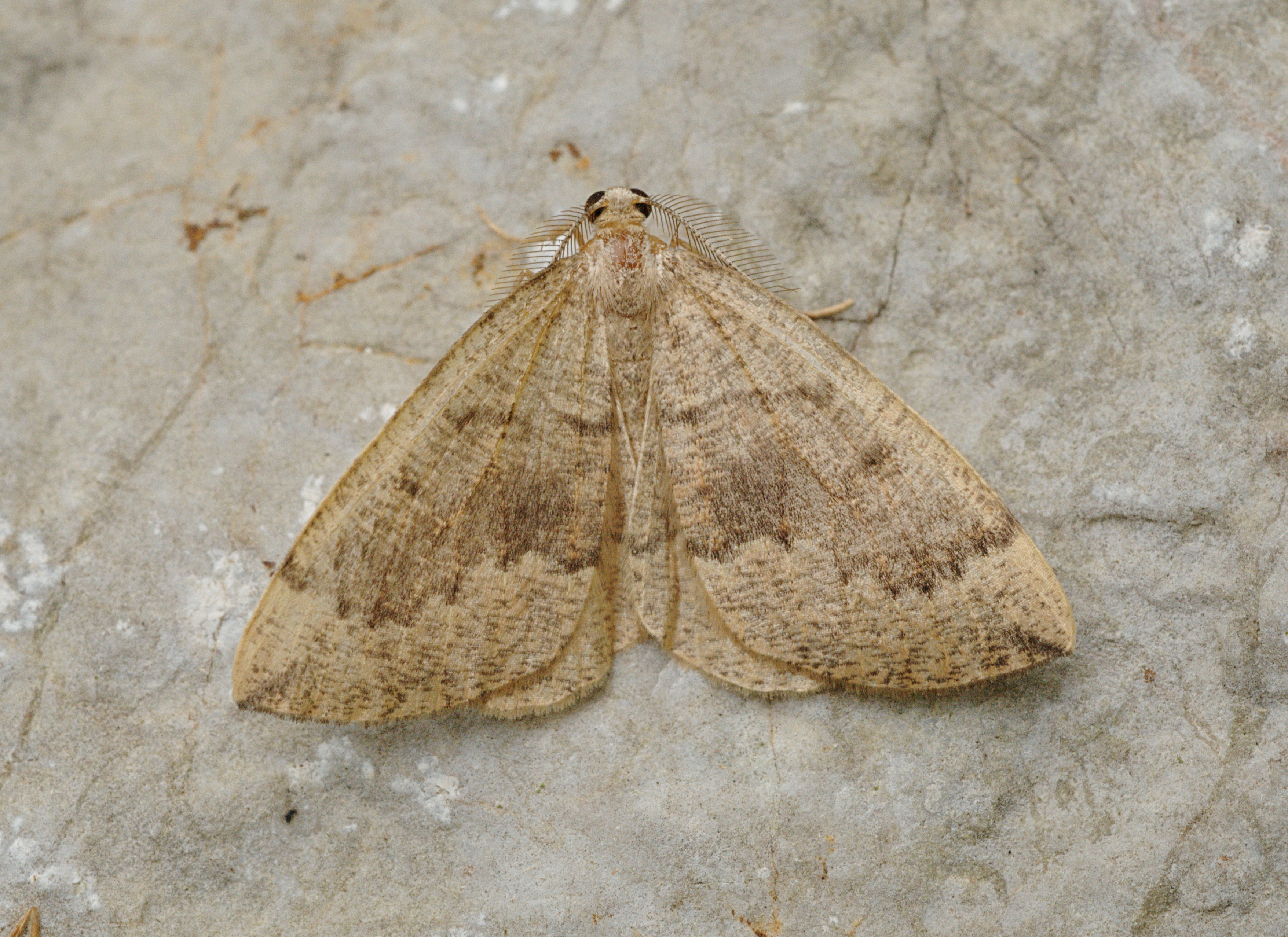